# Montserrat (Valencia)
Montserrat (auch als Montserrat d’Alcalà bekannt; inoffiziell spanisch Monserrat) ist eine Gemeinde der Region Valencia und befindet sich in der Provinz Valencia, Spanien.

## Lage
Montserrat liegt in der Comarca Ribera Alta, zirka 25 km südwestlich von Valencia und zirka 12 km westlich von Picassent entfernt. Südlich der Stadt stößt man auf das Flüsschen Riu Magre.

## Sehenswürdigkeiten
- Castillo de Alcalá

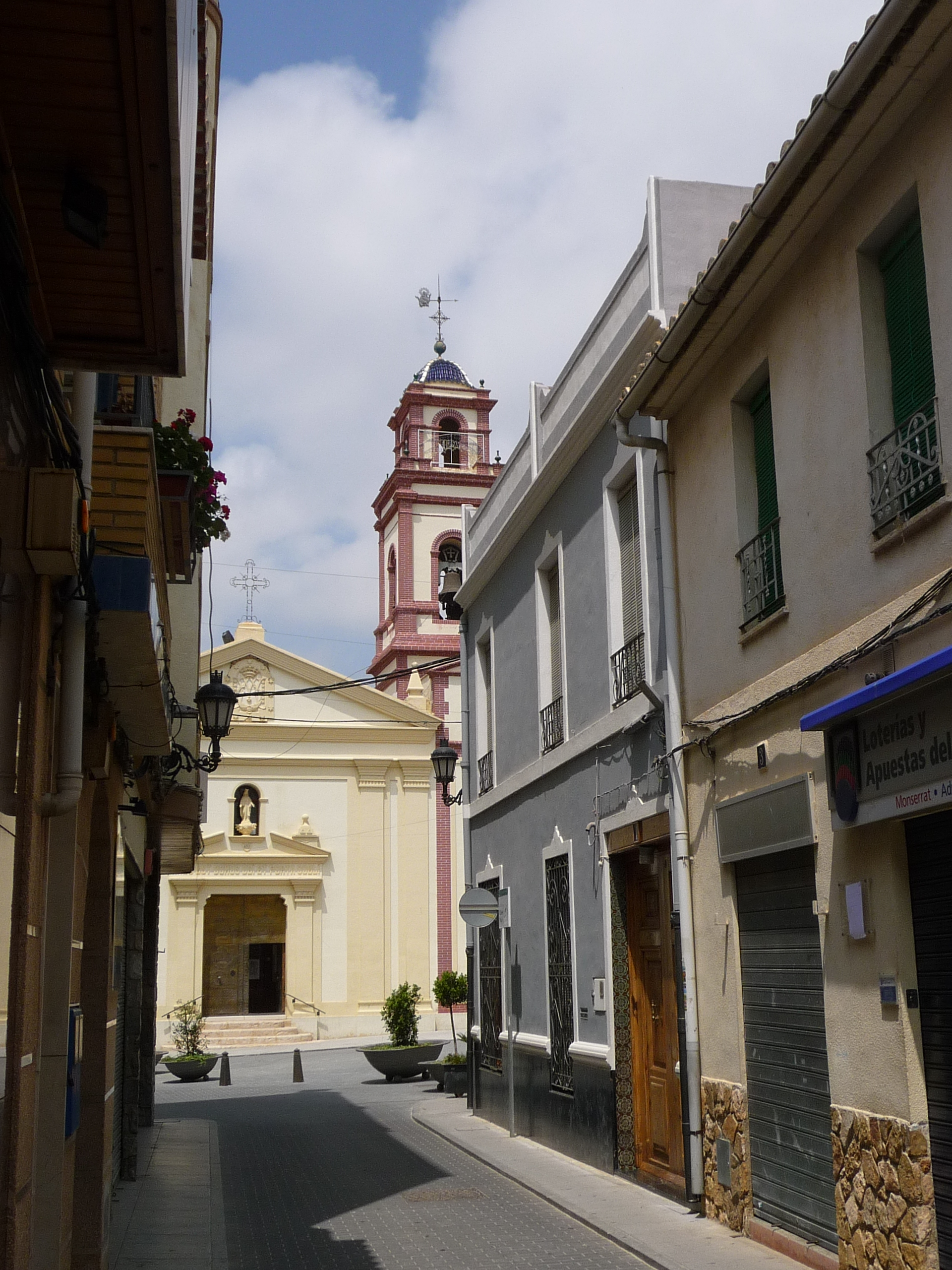
Blick aus der Straße Carrer Major auf die Himmelfahrts-Kirche
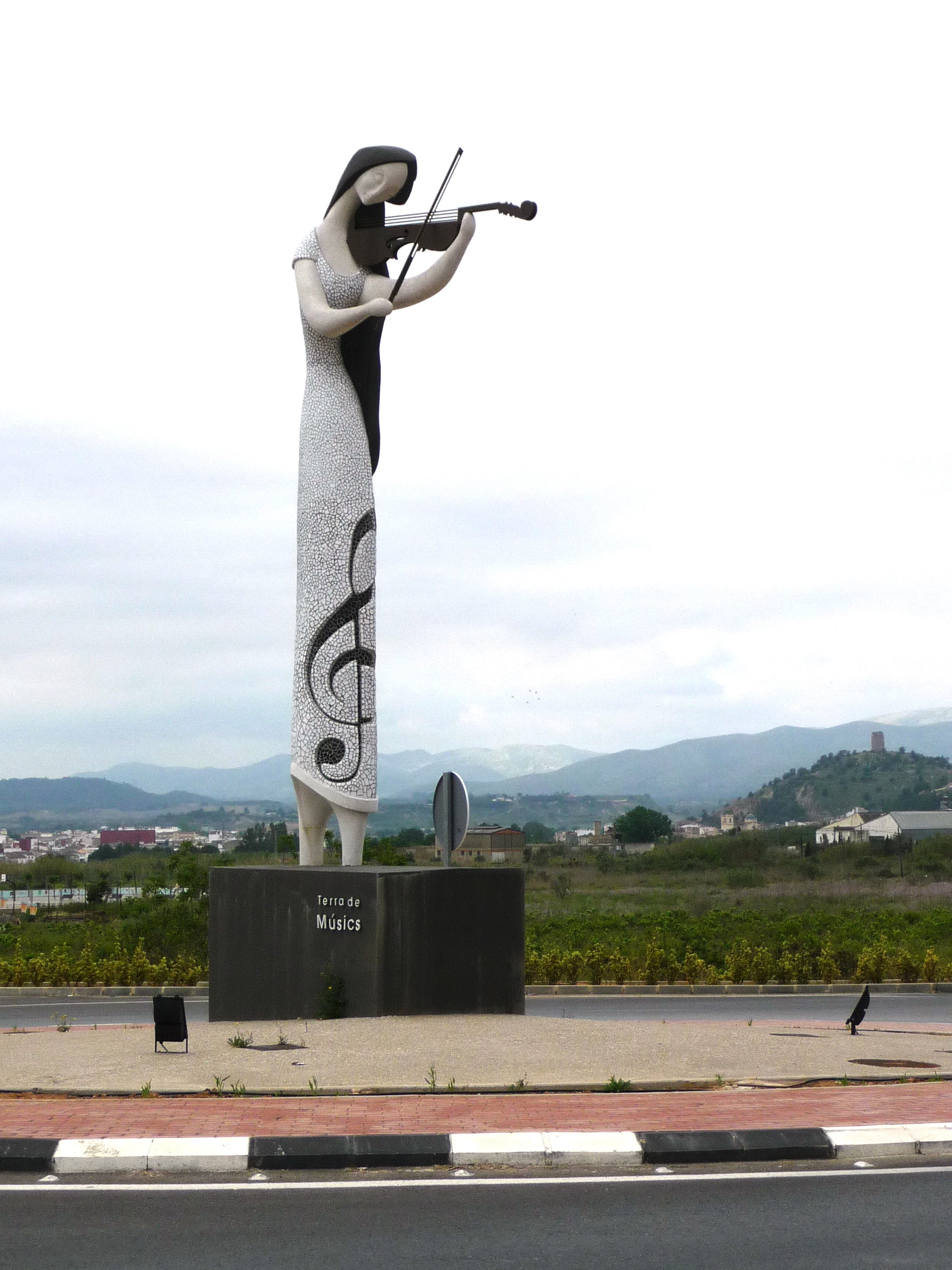
Kunst im Straßenraum, Montserrat (Valencia)